# Caldes de Malavella
Caldes de Malavella (em catalão e oficialmente) ou Caldas de Malavella (em castelhano) é um município da Espanha na comarca de Selva, província de Girona, comunidade autónoma da Catalunha. Tem 57,3 km² de área e em 2021 tinha 8 051 habitantes (densidade: 140,5 hab./km²).

## Demografia
| Variação demográfica do município entre 1991 e 2004 | Variação demográfica do município entre 1991 e 2004 | Variação demográfica do município entre 1991 e 2004 | Variação demográfica do município entre 1991 e 2004 |
| --------------------------------------------------- | --------------------------------------------------- | --------------------------------------------------- | --------------------------------------------------- |
| 1991                                                | 1996                                                | 2001                                                | 2004                                                |
| 3106                                                | 3598                                                | 4225                                                | 4925                                                |